# Museo Comunitario Isla Maciel
El Museo Comunitario Isla Maciel es un museo que funciona en la Cuenca Matanza-Riachuelo, en la localidad de Avellaneda. Su principal objetivo es recuperar la historia del barrio de la Isla Maciel.
Fue creado en 2014 por vecinos y docentes de la Escuela Secundaria N° 24 Argentino Valle ubicada en el barrio. Cuenta con un espacio de muestras donde se cuenta la historia del barrio, su relación con el antiguo puerto del Riachuelo y los inmigrantes, a través de fotos y objetos aportados por los vecinos. Además, organiza visitas guiadas para conocer las calles y antiguos edificios, como los conventillos construidos por los trabajadores inmigrantes, similares a los del vecino barrio de La Boca.

## Actividades

### Proyecto de Murales "Pintó la Isla"
El proyecto "Pintó la Isla" reunió a diferentes artistas del barrio y otros invitados que realizaron más de 340 murales en paredes de casas y edificios de la Isla.